# مدير الخزانة المعتمد
مدير الخزانة المعتمد CTP (بالإنجليزية: Certified Treasury Professional)‏ : شهادة مالية تم تصميمها من قبل جمعية المهنيين الماليين (بالإنجليزية: Association for Financial Professionals-AFP)‏ لتحديد المعايير المتصلة بالعمل في الحقل المالي. وقد أصبحت بمثابة رمز للتميز في أداء المهام بالغة التعقيد في إدارة الخزانة، ومن هنا يأتي سعي كيانات الأعمال عند توظيف كوادر مهنية في الإدارات المالية إلي الاستعانة بحاملي هذه الشهادة التي تزود الحاصلين عليها بالمعارف التي تجعل منهم ثروة لكيانات الأعمال التي ينتمون إليها لأنها تؤهلهم إلى مهارات غاية في الأهمية منها نظم الإدارة النقدية (الخزانة) وإدارة المخاطر وهيكلة رأس المال وحوكمة الشركات.

## وصلات خارجية
- موقع دليل المحاسبين
- مدير الخزانة المعتمد (CTP)
- Association for Financial Professionals